# Jean Paul Yontcha
Jean Paul Yontcha (nascido em 15 de Maio de 1983) é um futebolista dos Camarões, atualmente ao serviço do Sporting Clube Olhanense.

## Carreira desportiva
Yontcha começou a sua carreira futebolística no Sable FC, clube da 1.ª Divisão dos Camarões que apenas por uma vez participou na CAF Champions League, exatamente no ano em que Yontcha representou este clube (época 2000-2001). Imediatamente as suas qualidades se destacaram, tendo marcado 9 golos em 36 jogos.
Devido às suas exibições, Yontcha foi contratado pelos quenianos do Thika United, os quais tentavam ascender pela primeira vez ao escalão principal do campeonato local, algo que foi conseguido precisamente enquanto Yontcha defendeu as cores do clube.
Após um ano no Quénia, Yontcha foi contratado pelos argelinos do CA Bordj Bou Arreridj, clube que representou de 2002 a 2006, tendo marcado 22 golos em 44 jogos.
Depois da experiência na Argélia, Yontcha rumou ao Qatar, onde representou o mais representativo clube deste país, o Al-Sadd SC, da capital Doha.
Aqui, Yontcha conseguiu com o seu clube o que mais nenhum outro clube tinha conseguido na história do futebol do Qatar e ajudou o Al-Sadd SC a obter o “quádruplo” (vitória nas 4 competições nacionais), no ano de 2007. Durante a sua passagem pelo Qatar, Yontcha marcou 18 golos em 30 jogos. Este período muito bem sucedido no Qatar levou a que a Europa reparasse nas qualidades de Yontcha, tendo o mesmo sido contratado pelo Otopeni, clube da capital da Romênia, Bucareste.
Após um ano na Roménia, Yontcha rumou ao Belenenses onde foi, de imediato, o 2.º melhor marcador da equipa no campeonato, marcando 5 golos em 19 jogos. Não obstante o mau campeonato realizado pelo Belenenses, as exibições e os golos de Yontcha valeram-lhe a cobiça do Sporting Clube Olhanense, clube com o qual assinou um contrato por duas épocas.